# Данилов, Георгий Михайлович
Георгий Михайлович Данилов (15 апреля 1922, Калуга — 9 апреля 2002, там же) — государственный деятель.

## Биография
Участник Великой Отечественной войны и Парада Победы.
В 1950-е гг. секретарь Калужского райкома комсомола, секретарь горкома КПСС.
В 1960?-1964 председатель Калужского горисполкома.
В последующем — начальник строительного управления комбината СДВ, радиолампового завода, начальник Калужского домостроительного комбината.
После выхода на пенсию — зам. председателя и председатель городского Совета ветеранов войны, труда и правоохранительных органов.

### Семья
Жена — Зоя Владимировна Бовкало (ок. 1925 — ?).

## Награды
- орден Отечественной войны II степени (6.4.1985)[2]